# Ниньо, Фер
Фернандо Ниньо Родригес (исп. Fernando Niño Rodriguez; родился 24 октября 2000, Рота, Испания) — испанский футболист, нападающий клуба «Вильярреал».

## Биография
Фернандо — уроженец испанского города Рота, расположенного в провинции Кадис. Занимался футболом в местных командах Рота, Кадис, Валон де Кадис. В 2016 году перебрался в академию Вильярреала. В сезоне 2019/2020 начал играть за третью команду Вильярреала, выступающую в Терсере. Дебютировал 24 августа 2019 года в поединке против «РК Катаррохи». В том же сезоне выходил на поле за «Вильярреал В» и основную команду «Вильярреала». В Сегунде В дебютировал 9 февраля 2020 года в поединке против «Барселоны В».
В Ла Лиге Фер Ниньо дебютировал 25 января 2020 года в поединке против «Алавеса». Он вышел на поле на 88-й минуте вместо Карлоса Бакки и спустя минуту сумел отличиться, забив победный гол. Матч завершился со счётом 1:2 в пользу «Вильярреала».

## Семья
Отец игрока — Фернандо Ниньо — также в прошлом футболист, выступавший на позиции центрального защитника за «Херес», «Мальорку» и «Эльче».